# Dargaard (banda)
Dargaard é uma banda austríaca de darkwave e ethereal. Algumas das músicas da banda são obras musicadas do poeta lírico latino Horácio. A banda não faz apresentações ao vivo.

## História
Fundada em 1997, pelo músico Tharen (ex-membro das bandas de Black Metal Abigor e Amestigon) e contando com a participação de Elisabeth Toriser (ex-integrante de Abigor e Antichrisis), o Dargaard (nome retirado da série de livros de alta fantasia Dragonlance) traz uma proposta muito diferente do Black Metal.
O som da banda é composto por cordas, piano, flautas, timbres eletrônicos, teclados e percussões primitivas. Todos esses instrumentos são reproduzidos pelo sintetizador de Tharen. Os vocais são predominantemente o de Elisabeth, com algumas partes cantadas por Tharen.
As letras em latim e inglês tratam de temas místicos, além de citações às culturas antigas.
O próprio Tharen afirma que nenhuma banda influenciou a musicalidade do Dargaard.
O primeiro trabalho foi gravado nos estúdios Hoernix, da Áustria, e lançado pela Napalm Records em outubro de 1998. Eternity Rites traz dez faixas em pouco mais de quarenta e sete minutos. Neste trabalho destaca-se Demon Eyes,... Of Broken Stones e Seelenlos.
Entre 1998 e 1999, a banda iniciou a gravação do segundo disco. Lançado em junho de 2000, gravado, mixado e masterizado por Georg Hrauda e Tharen no estúdio Hoernix, In Nomine Aeternitatis se estende por mais de cinqüenta minutos e divide-se em onze faixas.
No mesmo período, entre 1999 e 2000, a dupla Elizabeth e Tharen já preparava material para o terceiro trabalho. Assim, The Dissolution of Eternity foi lançado em 2001 e completa a trilogia iniciada em 1998 com Eternity Rites.
O terceiro disco da banda traz dez faixas e soa mais diversificado que os álbuns anteriores.
Após um período sem novidades, o Dargaard retorna aos estúdios para a gravação do quarto álbum de sua carreira. Lançado em março de 2004, Rise and Fall traz nove faixas que se estendem por quase uma hora de melancolia e misticismo.
Além destes álbuns oficiais, o Dargaard também participou de algumas coletâneas produzidas com bandas como Trail of Tears e The Sins of Thy Beloved.

## Discografia
Eternity Rites (1998)

1. Eternity Rites (Part 1)

2. Demon Eyes

3. Fuer Grissa Est Dranka

4. Down To the Halls of The Blind

5. Nightvision

6. Arcanum Mortis

6. Eternity Rites (Part 2) 

7. Temple Of The Moon

8. Of Broken Stones

9. Seelenlos

10. Transfer Complete
In Nomine Aeternitatis (2000)

1. Dark Horizons

2. Underworld Domain

3. Pantheon in Flames

4. The Infinite

5. Temple of The Morning Star

6. Caverna Obscura

7. Only The Blind Can See... 

8. In Signo Mortis

9. The March Of The Shadows

10. In Nomine Aeternitatis

11. The Seas of Oblivion
The Dissolution of Eternity (2001)

1. As old as the Bones of the Earth

2. Thy fleeing time

3. A Path in the dust

4. In the Omnipresence of Death

5. My Phantasm supreme

6. Night before the Vastland Storms

7. Fire's Dominion

8. The isolated Vale

9. A Prophecy of Immortality

10. Wanderer at the End of Time
Rise and Fall (2004)

1. Rise and Fall

2. Bearer of the Flame

3. Niobe

4. Takhisis Dance

5. Winter

6. Ave atque Vale

7. Queen of the woods

8. Ancestors of Stone

9. The Halls of Dargaard